# Bouchra Karboubi
Bouchra Karboubi (en arabe : بشرى كربوبي), née le 15 mai 1987 à oujda, est une arbitre de football internationale marocaine.
Durant sa carrière d'arbitre, Karboubi a eu l'occasion de diriger plusieurs rencontres, aussi bien dans des compétitions internationales féminines que masculines. 

## Biographie
Elle est née en 1987 à Taza, au nord-est du Maroc, dernière d'une fratrie de cinq enfants. Elle commence à jouer au football, en catégorie minimes, dans une petite équipe. En 2001, une école d’arbitrage pour hommes et femmes ouvre dans cette ville. Elle s'y intéresse : «  J’adorais le foot, mais je me suis dit : pourquoi pas ? Cela me permettait de ne pas renoncer à ma passion, d’apprendre les règles du jeu, .. », même si ses frères réagissent de façon négative. Et puis, dit-elle « Je vivais dans une ville où c’est hchouma (honteux) qu’une fille se mette en short pour aller sur le terrain et côtoyer des hommes »,.
En 2007, le Maroc créé un championnat national féminin de football. Elle a l'occasion de devenir arbitre nationale, quitte Taza pour Meknès, une ville bien plus grande, voisine de Fès. « Ma famille comprenait que c’était sérieux et professionnel pour moi. Un jour mon père vint me voir à l’entraînement à Meknès. C’est alors qu’il ordonna à mes frères de respecter mon choix ». Elle commence à arbitrer dans les première et deuxième divisions féminines marocaines, à 19 ans. Presque 10 ans plus tard, en 2016, elle gravit un nouvel échelon en devenant arbitre internationale.
En 2018, elle participe à l'arbitrage d'une première compétition continentale, avec un match du tournoi final de la Coupe d'Afrique des nations féminine de football, organisée au Ghana et opposant la Zambie à la Guinée équatoriale. En 2020, elle devient la deuxième femme à diriger un match de première division du championnat masculin au Maroc (la Botola Pro1) après Khadija Rezzag en 2004. Puis elle est désignée membre du staff arbitral lors de la finale de la CAN 2022, en février, entre le Sénégal et l’Égypte, au Cameroun, et arbitre également la finale de la Coupe du trône,.
Retenue parmi les arbitres de la Coupe d'Afrique des nations 2023, elle est devenue le 22 janvier 2024 la première femme nord-africaine et du monde arabe à diriger une rencontre de CAN masculine en étant au sifflet du match entre la Guinée-Bissau et le Nigeria comptant pour la 3e journée de phase des groupes. Elle est 4e arbitre lors de la finale opposant la Côte d'Ivoire au Nigéria.
En décembre 2024, Bouchra Karboubi se voit décerner le trophée de meilleure arbitre féminine de l’année, lors de la cérémonie des CAF Awards tenue à Marrakech,,.